# Бингли, Мэттью
Мэттью Бингли (англ. Matthew Bingley; род. 16 августа 1971, Сидней) — австралийский футболист, совмещал на поле амплуа полузащитника и защитника. Провел, в общей сложности, более 300 матчей за австралийские клубы. На счету Бингли 14 матчей и 5 голов за национальную сборную.

## Клубная карьера
Мэтью Бингли начал играть в футбол в местном клубе Granville, а затем юниором присоединился к Parramatta FC. В 15 лет Бингли сыграл один матч с Parramatta FC в национальной лиге Нового Южного Уэльса. В 1987 году Бингли перешел на взрослый уровень футбола и перешел в St George FC. В свой первый год игры за клуб он забил 8 мячей в 27 матчах. После четырёх лет в клубе Бингли подписал контракт с другим клубом из Сиднея — Marconi Stallions FC. За 5 сезонов футболист провел 117 матчей и забил в них 19 мячей.
В 1997 году Мэттью Бингли впервые покинул футбольные клубы Австралии и переехал в Японию — там он подписал контракт с «Виссел Кобе», японским клубом из города Кобе. В сезоне 1997-98 он провел за новый клуб 24 матча и забил 2 мяча. На следующий год он снова перешел в японский клуб — «ДЖЕФ Юнайтед Итихара Тиба». Когда сезон закончился — Бингли вернулся в Австралию, в Northern Spirit FC. С этим клубом футболист провел три сезона — 60 матчей. В 2001 году Бингли оказался в «Ньюкасл Юнайтед Джетс». В первом же сезоне он сыграл в 27 из 29 матчей команды, и команда по итогу сезона заняла второе место в таблице. В 2003-м футболист присоединился на год к «Перт Глори». В сезоне 2003-04 он провел за клуб 26 матчей. А «Перт Глори» по итогам сезона возглавил турнирную таблицу, на 6 очков опередив Parramatta Power SC .
В 2004 году Бингли перебрался в Малайзию — в футбольный клуб Pahang FA. В 2005 году Бингли вернулся в Австралию — в футбольный клуб «Сидней». Этот год стал первым после преобразования национальной футбольной лиги. Бингли провел за клуб 28 матчей и забил один гол.

## Карьера в сборной
Бингли начал представлять Австралию на международном уровне в 16 лет — в 1987 году он был вызван в сборную (до 16 лет) для участия в Чемпионате мира (до 16) в Канаде. Несмотря на то, что Бингли так и не появился на поле за все время турнира, Австралии удалось выйти из группы с первого места и дойти до четвертьфинала. Через три года Бингли был вызван в сборную Австралии (до 20 лет) для участия в молодёжном Чемпионате мира 1991 года в Португалии.

## Клубная статистика
| Выступления за клуб | Выступления за клуб       | Выступления за клуб                      | Лига  | Лига |
| Сезон               | Клуб                      | Лига                                     | Матчи | Голы |
| Австралия           | Австралия                 | Австралия                                | Лига  | Лига |
| ------------------- | ------------------------- | ---------------------------------------- | ----- | ---- |
| 1989-90             | St George FC              | Национальная футбольная лига (Австралия) | 25    | 5    |
| 1990-91             | St George FC              | Национальная футбольная лига (Австралия) | 12    | 3    |
| 1991-92             | St George FC              |                                          | 2     | 0    |
| 1992-93             | Marconi Stallions F.C.    | Национальная футбольная лига (Австралия) | 24    | 2    |
| 1993-94             | Marconi Stallions F.C.    | Национальная футбольная лига (Австралия) | 25    | 4    |
| 1994-95             | Marconi Stallions F.C.    | Национальная футбольная лига (Австралия) | 14    | 3    |
| 1995-96             | Marconi Stallions F.C.    | Национальная футбольная лига (Австралия) | 32    | 8    |
| 1996-97             | Marconi Stallions F.C.    | Национальная футбольная лига (Австралия) | 22    | 2    |
| Япония              | Япония                    | Япония                                   | Лига  | Лига |
| 1997                | Виссел Кобе               | Чемпионат Японии по футболу              | 14    | 1    |
| 1998                | Виссел Кобе               | Чемпионат Японии по футболу              | 10    | 1    |
| 1998                | ДЖЕФ Юнайтед Итихара Тиба | Чемпионат Японии по футболу              | 11    | 0    |
| Австралия           | Австралия                 | Австралия                                | Лига  | Лига |
| 1998-99             | Northern Spirit FC        | Национальная футбольная лига (Австралия) | 10    | 1    |
| 1999-00             | Northern Spirit FC        | Национальная футбольная лига (Австралия) | 27    | 5    |
| 2000-01             | Northern Spirit FC        | Национальная футбольная лига (Австралия) | 23    | 0    |
| 2001-02             | Ньюкасл Юнайтед Джетс     | Национальная футбольная лига (Австралия) | 27    | 1    |
| 2002-03             | Ньюкасл Юнайтед Джетс     | Национальная футбольная лига (Австралия) | 28    | 1    |
| 2003-04             | Перт Глори                | Национальная футбольная лига (Австралия) | 26    | 0    |
| Малайзия            | Малайзия                  | Малайзия                                 | Лига  | Лига |
| 2004                | Pahang FA                 | Чемпионат Малайзии по футболу            |       |      |
| Австралия           | Австралия                 | Австралия                                | Лига  | Лига |
| 2005-06             | Сидней (футбольный клуб)  | Чемпионат Австралии по футболу           | 17    | 1    |
| 2006-07             | Сидней (футбольный клуб)  | Чемпионат Австралии по футболу           | 8     | 0    |
| Страна              | Австралия                 | Австралия                                | 322   | 36   |
| Страна              | Япония                    | Япония                                   | 35    | 2    |
| Страна              | Малайзия                  |                                          |       |      |

## Статистика за национальную сборную
| Сборная Австралии по футболу | Сборная Австралии по футболу | Сборная Австралии по футболу |
| Год                          | Матчи                        | Голы                         |
| ---------------------------- | ---------------------------- | ---------------------------- |
| 1993                         | 1                            | 0                            |
| 1994                         | 0                            | 0                            |
| 1995                         | 2                            | 0                            |
| 1996                         | 3                            | 1                            |
| 1997                         | 8                            | 4                            |
| Всего                        | 14                           | 5                            |

## Достижения
Сборная Австралии по футболу
- Кубок Конфедераций: 1997 (серебро)
- Кубок наций ОФК: 1996